# デルフェルデン
デルフェルデン  (ドイツ語: Dörverden) は、ドイツ連邦共和国ニーダーザクセン州のフェルデン郡に属す町村（以下、本項では便宜上「町」と記述する）である。

## 地理

### 位置
デルフェルデンはヴェーザー川中流域北岸に位置する。アラー川とヴェーザー川が町域の東西の境界をなしている。

### 自治体の構成
1972年の市町村再編以後この町には、それまで独立した町村であった以下の地区が含まれる: アーネベルゲン、バルメ、バルンシュテット、ディーンストホープ、ヒュルゼン、シュテーデベルゲン、ヴァーネベルゲン、ヴェステン。またシュテードルフおよびゲーステフェルトの集落がデルフェルデンに属す。

## 歴史
デルフェルデン周辺地域にはおそらく古くからヒトが定住していた。加工された石器や陶片といった出土品が発見されている。ヴェーザー川の砂の中からはケルト人の道具も出土している。
馬が2頭埋葬された墓も見つかっている。
デルフェルデンという名前の起源は明らかではない。一般には、川を渡る浅瀬 (Furt) に由来すると推測されている。"Dör" という接頭語は現代ドイツ語の "durch"、すなわち英語の "through" にあたる語で、ここを通って川を渡ったと推測される。この名前は1200年頃に初めて登場する。
この町を Dörffern と表記している記録もあり、おそらく17世紀頃から現在の Dörverden に固定された。
命名については次のような民間伝承がある。
ある旅人が北からフェルデンを目指して歩いていた。だが彼は途中で疲れ果て、思わずこう叫んだ。「ああ、この砂の中で死ぬのか (Ach im Sande muss ich sterben)」それでこの場所はアヒム (Achim) という名になった。しかし彼は持ちこたえ、さらに南に進んだ。とうとう遠くにフェルデンが見えるところにやって来た。彼は叫んだ「あれがフェルデンだ (Da Verden)」それでこの場所はダフェルデン (Daverden) という名になった（ダフェルデンはランクヴェーデル内の集落）。彼はフェルデンに着き、休養を取った。だが、彼はフェルデンが気に入らなかった。そこで彼は再び南に向かって進み、叫んだ。「やっとフェルデンを抜けたぞ (Endlich dör Verden)」それでこの場所はデルフェルデン (Dörverden) という名になった。

## 行政

### 町議会
デルフェルデンの町議会は24人の議員と町長からなる。

### 紋章
図柄: 背景は青地で、銀の斜め波帯。向かって右下はギーベル十字で先端は互いに外向きの馬の頭部。向かって左下はドイツ式の回転台着き風車。
デルフェルデンとその周辺町村（現在はデルフェルデンに合併された）の紋章は、紋章学者ハインツ・バニアーによって制作された。紋章を2つに分ける銀の斜め波帯はヴェーザー川を象徴する。その下の風車は、現在旧墓地沿いに現存するギャラリー・ホランダーミューレの前身となった建物である。ギーベル十字は馬の頭部を組み合わせた形になっており、ニーダーザクセンに属していることを示している。

## 経済と社会資本

### 交通
郡庁所在地のフェルデンへは連邦道B215号線経由で約8kmの距離である。またドイツ鉄道の鉄道網にも面しており、ハノーファー - ニーンブルク - フェルデン - ブレーメン線と、ローテンブルク (ヴュンメ) からフェルデンおよびニーンブルクを経由してミンデンに至るヴェーザー＝アラー鉄道の2つの路線に面しており、2000年に再開された駅で乗降できる。

### 旧連邦軍用地
バルメ地区に1958年にニーダーザクセン基地が新設された。ここには一時期4,000人の兵士が配属されていた。兵力削減後2003年にこの基地は完全に閉鎖された。
基地の一部ハイゼンホーフは2004年に極右団体に売却された。このためデルフェルデンは、ネオナチ関連のニュースでしばしばその名が報道される。
デルフェルデンは連邦軍撤退後、深刻な経済・金融問題に直面している。連邦軍基地跡地は現在に至るまで空き地で、兵舎だった建物は老朽化されている。司令官宿舎として用いられていたハイゼンホーフでは極右団体排斥運動が時折再燃する。
旧連邦軍用地の他の部分は、駅施設建設への利用が検討されている。

### 公共施設
デルフェルデンには郡立の大きな障害者養護施設（ヘスターベルクの家）と民営の養護施設（ハウス・ローゼ）がある。最寄りの病院はフェルデン (アラー) のアラー＝ヴェーザー病院とニーンブルク/ヴェーザーのミッテルヴェーザー病院である。

## 文化と見所

### 教会
プロテスタント・ルター派の聖コスマエ・エト・ダミアーニ教会は、中心となる部分はロマネスク様式で造られている長方形のホール式教会である。ロマネスク部分の壁は当時の壁の建築技法を伝えるものである。15世紀に長堂が東方向へ拡張された。東の端はアーチ装飾を有する階段式破風となっている。東側の壁の、目線の高さにアーチ型の壁装飾が見られる。教会の窓は後世にやや乱暴なやり方で拡げられた。その後、古い塔が損傷したため、1877年から1878年にコンラート・ヴィルヘルム・ハーゼが教会の西側にネオゴシック様式の塔を建造した。バロック様式の祭壇のついたては、1750年にフェルデン出身の芸術家アルノルト・マイヤーによって創られたものである。中央には十字架のキリストと、その下にマリアと若いヨハネが描かれている。説教壇はロココ様式で造られており、ロカイユ装飾の典型例である。説教壇は現在、内陣の北側に設けられている。デルフェルデンの教会は以前はフェルデン聖堂とつながっていた。両者は同じ時期に建てられたとされている。この教会は、プロテスタント・ルター派のフェルデン教会区に属している。

### 風車
1148年にはすでに風車について記録されている。回転台付きの風車は、15世紀に現れ、1856年に焼失した。1857年に現在のギャラリー・ホランダーミューレ（オランダ風車ギャラリー）が建設された。この建物は1994年に駆動部分が完全に補修された。
デルフェルデンにはもう一つ1885年に建設されたオランダ風車があった（マイヤー風車あるいはガイルス風車と呼ばれた）が、改修はなされず、2003年に解体された。

## 人物

### 出身者
- バジリウス・フォン・ラムドール（1757年 - 1822年）弁護士、ジャーナリスト、作家、外交官
- スフェン・ギーゴルト（1969年 - ）経済学者、反グローバル主義者、政治家

## 引用
1. ↑  Landesamt für Statistik Niedersachsen, LSN-Online Regionaldatenbank, Tabelle A100001G: Fortschreibung des Bevölkerungsstandes, Stand 31. Dezember 2023

## 外部リスト
- デルフェルデンの公式ウェブサイト
- 風車について
- デルフェルデンおよびその周辺地域の古写真